# Pat McQuaid

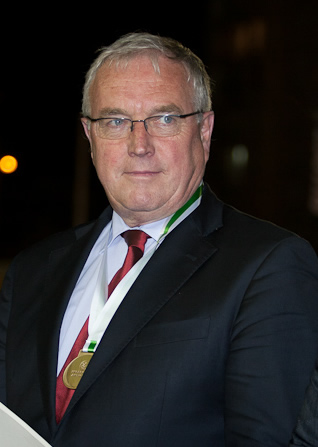
Pat McQuaid (2011)

Pat McQuaid (* 5. September 1949 in Dublin) ist ein früherer irischer Radrennfahrer und war von 2005 bis 2013 Präsident des Weltradsportverbands Union Cycliste Internationale (UCI).

## Sportliche Laufbahn
Pat McQuaid wuchs als ältester von zehn Geschwistern in einer irischen Radsportfamilie auf. Sein Vater Jim sowie seine jüngeren Brüder Paul und Darach waren aktive Radsportler. Zwei weitere Brüder, Kieron und Oliver, starteten als Radrennfahrer bei Olympischen Spielen. Seine Söhne Andrew und David sind als Manager und Rennorganisatoren tätig.
In seiner Zeit als Rennfahrer galt McQuaid als starker Sprinter. Zu seinen Erfolgen zählen der Gewinn der irischen Straßenmeisterschaft 1974 und der Irland-Rundfahrt 1975 und 1976. Bei den Olympischen Sommerspielen 1976 in Montreal durfte er nicht antreten, da er durch Teilnahme an einem Radrennen in Südafrika gegen den olympischen Sportboykott des damaligen Apartheidregimes verstieß. 1976 siegte er in der Tour of the Cotswolds.

## Karriere als Funktionär und Trainer
Von 1981 bis 1984 war Pat McQuaid als Trainer beim irischen Radsportverband tätig und von 1994 bis 1998 dessen Vorsitzender. Im September 2005 wurde McQuaid zum Vorsitzenden der UCI gewählt. Er galt als von seinem Vorgänger Hein Verbruggen als Nachfolger protegierter Kandidat und daher als favorisiert. Von 2010 bis 2013 war er Mitglied des Internationalen Olympischen Komitees.
Seine Tätigkeit als Radsportfunktionär ist sehr umstritten: Ihm wird vorgeworfen, die UCI nicht glaubwürdig gegen Doping zu positionieren und insbesondere, dass er versucht habe, den Dopingfall des später disqualifizierten Alberto Contador bei der Tour de France 2010 zu vertuschen. Zu seinen schärfsten Kritikern gehören der dreimalige Tour-de-France-Sieger Greg Lemond, die ehemalige Präsidentin des Bund Deutscher Radfahrer Sylvia Schenk und der luxemburgische Verbandspräsident Jean Regenwetter. Ein weiterer Kritiker ist der irische Journalist und ehemalige Radprofi Paul Kimmage, der wie McQuaid zu einer irischen „Radsportdynastie“ gehört und den McQuaid, nach eigener Aussage, kennt, seitdem er ein Baby war. Kimmage wurde von McQuaid, Verbruggen und der UCI wegen dessen Korruptionsvorwürfen Ende 2012 vor einem Schweizer Gericht verklagt. Im Februar 2014 zog McQuaid die Klage gegen Kimmage zurück, nachdem die UCI unter ihrem neuen Präsidenten Brian Cookson dies schon bei dessen Amtsantritt im September 2013 gemacht hatte.
Im September 2013 wurden in einem 54-seitigen Dossier schwere Korruptionsanschuldigungen gegen McQuaid und seinen Vorgänger erhoben: Durch Zeugen und Dokumente sei belegt, dass man von einem Teameigner 250.000 € verlangt habe, weiterhin habe man gegen finanzielle Gegenleistungen versucht, die positive Dopingprobe von Alberto Contador 2010 zu vertuschen und den im Jahr 2013 wegen langjährigem Doping gesperrten Lance Armstrong mehrfach begünstigt, insbesondere zur Umgehung der Antidopingbestimmungen, um Armstrongs Comeback bei der Tour Down Under 2009 zu ermöglichen. McQuaid erklärte, die Vorwürfe seien „falsch und nicht von einem Funken an Beweis“ gestützt.
McQuaids Sohn Andrew war – schon zu Zeiten, als sein Vater noch UCI-Präsident war –  Manager von prominenten Fahrern wie Richie Porte, Nicolas Roche, Philip Deignan und Christophe Le Mével. Diese Tätigkeit wurde von Gianni Bugno, dem Präsidenten der Cyclistes Professionnels Associés (CPA), im Jahre 2011 als „Interessenskonflikt“ stark kritisiert. Sein Bruder Darach organisiert die UCI-Straßen-Weltmeisterschaften 2015 im US-amerikanischen Richmond und zeichnete für den Start des Giro d’Italia 2014 in Belfast verantwortlich; sein Sohn David veranstaltet UCI-Rennen in Asien.
Bei der Wahl des UCI-Präsidenten im Rahmen der Straßenradsportweltmeisterschaft in Florenz am 27. September 2013 unterlag er seinem Konkurrenten Brian Cookson, der vom britischen Verband nominiert worden war.
Die von der UCI nach Pat McQuaids Abwahl eingesetzte Cycling Independent Reform Commission (Abk. CRIC, en., dt.: Unabhängige Radsport Reform-Kommission) veröffentlichte am 9. März 2015 ihre Ergebnisse zur Untersuchung der Dopingverwicklungen des Verbands. Dabei ergaben sich keine Beweise für Bestechung. Die CRIC verwies jedoch auf zahlreiche Verstöße der UCI gegen das Antidoping-Reglement und gegen Good-Governance-Prinzipien während der Amtszeit von McQuaid und seines Vorgängers Verbruggen hin, insbesondere zur Begünstigung von Lance Armstrong. Z.B. wurde ein zeitlicher Zusammenhang zwischen der Ausnahmegenehmigung für Lance Armstrongs Start bei der Tour Down Under und dessen Startzusage bei der Irland-Rundfahrt, die von Pat McQuaids Bruder Darach organisiert wurde, festgestellt.

## Familiäres
Er ist der Bruder von Kieron McQuaid und Oliver McQuaid, die ebenfalls Radrennfahrer waren.